# Valbaketjärnet
Valbaketjärnet är en sjö i Strömstads kommun i Bohuslän och ingår i Strömsåns huvudavrinningsområde. Sjön är 6 meter djup, har en yta på 0,023 kvadratkilometer och befinner sig 91 meter över havet.